# BAE Hawk
Die BAE Hawk ist ein leichter britischer Strahltrainer und als Kampfflugzeug für Luftnahunterstützung konzipiert. Der Erstflug fand im Jahr 1974 unter dem Namen Hawker Siddeley HS 1182 statt. Die Hawk wird bis heute von BAE Systems produziert.

## Geschichte
In den 1960er Jahren benötigte die britische Royal Air Force (RAF) ein neues Flugzeug für die Ausbildung ihrer Kampfjetpiloten. Es sollte die in die Jahre gekommene Folland Gnat ablösen. Ursprünglich war die SEPECAT Jaguar für diese Aufgabe vorgesehen, doch erwies sich diese als zu kompliziert für die Flugschulung. Im Jahr 1968 begann Hawker-Siddeley (heute BAE SYSTEMS) daher mit der Entwicklung eines simplen zweisitzigen Kampfflugzeuges. Im Gegensatz zu der Folland Gnat sollte die Hawk (deutsch Habicht) nicht nur für den Luftkampf, sondern auch für leichte Bombenangriffe konzipiert sein, um die Trainingsmöglichkeiten zu erweitern. Eine Neuerung war der erhöhte hintere Pilotensitz, mit dem eine bessere Sicht nach vorne ermöglicht wurde. Dieses Konzept wurde später von vielen anderen Herstellern übernommen.
Der Erstflug des Prototyps erfolgte im Jahr 1974. Zwei Jahre später wurden die ersten Maschinen bei der RAF in Dienst gestellt. Insgesamt stehen heute noch 105 Hawks bei der RAF im Dienst. Der Jet bewährte sich sowohl im Training für den Luftkampf als auch bei Bombenangriffen. Durch seine Flugeigenschaften und Manövrierbarkeit können Pilotenschüler sämtliche Flugmanöver durchführen, die auch auf größeren Kampfflugzeugen möglich sind. Obwohl die Hawk im regulären Flug nur im Unterschallbereich fliegen kann, ist die Konstruktion dennoch für eine Maximalgeschwindigkeit von Mach 1,2 ausgelegt. Dies ermöglicht es den Pilotenschülern, im Sturzflug den Übergang in den Überschallbereich zu üben.
Die Royal Navy übernahm in den 1990er Jahren zwölf Hawks von der RAF. Diese simulierten bis zu ihrer Außerdienststellung im September 2021 bei Luftabwehrübungen britischer Kriegsschiffe angreifende Kampfflugzeuge.
Weltweite Bekanntheit erlangte die BAE Hawk durch die Kunstflugstaffel der RAF, die „Red Arrows“. Diese setzt seit 1980 neun rot lackierte Hawks bei ihren Flugvorführungen ein. Auch das finnische Kunstflugteam „Midnight Hawks“ und das saudische Kunstflugteam „Saudi Hawks“ setzen dieses Flugzeug ein.
Beim Sabotageakt bei der British Aerospace am 29. Januar 1996 wurde ein für Indonesien bestimmter BAE Hawk von Aktivistinnen schwer beschädigt.
In den 2010er Jahren wurden die meisten Exemplare der ersten Generation (Hawk T.1/T.1A) in Diensten der britischen Streitkräfte außer Dienst gestellt. Die letzten Nutzer sind zurzeit (Ende 2021) noch die 100. Staffel und die Red Arrows.

## Versionen

### Versionen der Streitkräfte des Vereinigten Königreichs
Hawk T.1
Die Hawk T.1 ist die Grundversion, die 1976 in Dienst gestellt wurde. Insgesamt wurden 176 Maschinen von der RAF geordert, später wurden 12 Exemplare von der Royal Navy übernommen.
Hawk T.1A
Von 1983 bis 1986 wurden 88 dieser Maschinen für den Einsatz von AIM-9-Sidewinder-Raketen umgerüstet. Diese Version erhielt die Bezeichnung T.1A. Seit 2001 wurden die Hawk-T.1-Flugzeuge umgerüstet, wobei Teile des Rumpfes ausgetauscht werden. Dies reduzierte das Gewicht und schuf zusätzlichen Stauraum für Waffen bzw. zusätzliche Tanks.
Hawk T.2
Als Hawk T.2 bezeichnet die RAF die Hawk Mk.128, siehe weiter unten

### Hawk-50er-Serie
Die Hawk 50 und alle weiteren Baureihen waren, mit Ausnahme der Mk.128 für den Export bestimmt. Sie unterscheidet sich nur geringfügig von der T.1. Der wesentliche Unterschied besteht in der Bewaffnung, da der Typ in Finnland, Kenia und Indonesien vorwiegend als Kampfflugzeug und nicht als Trainingsflugzeug eingesetzt werden sollte. Insgesamt wurden 89 Maschinen an diese drei Staaten ausgeliefert.
Hawk Mk.51
Basis-Version für die Luftstreitkräfte Finnlands, 50 gebaut, ausgeliefert 1980 bis 1985
Hawk Mk.51A
Version für die Luftstreitkräfte Finnlands mit leichten strukturellen Verstärkungen, sieben gebaut
Hawk Mk.52
Version für die Luftstreitkräfte Kenias, 12 gebaut, ausgeliefert 1980/1981
Hawk Mk.53
Version für die indonesischen Luftstreitkräfte, 20 gebaut, ausgeliefert 1980 bis 1984

### Hawk-60er-Serie
Auf der Basis der Hawk 50 wurde die Hawk 60 entwickelt. Sie verfügt über modernere Triebwerke und einen modifizierten Rumpf, durch den das Gewicht der Maschine deutlich reduziert wird. Die maximale Waffenlast liegt hierdurch etwa 500 kg über der der Hawk 50/T.1.
Hawk Mk.60
Export-Version für die Air Force of Zimbabwe, ausgerüstet mit Bremsschirm und ausgerüstet für die Aufnahme eines Luftaufklärungsbehälters, acht gebaut, ausgeliefert 1982
Hawk Mk.60A
Nachbestellte Exemplare für Zimbabwe, fünf gebaut, ausgeliefert 1992
Hawk Mk. 61
Export-Version für die Luftstreitkräfte der Vereinigten Arabischen Emirate, neun gebaut, acht 1983 aus- und eine 1988 nachgeliefert
Hawk Mk.63
Weitere Version für die Vereinigten Arabischen Emirate, 16 gebaut, 1984/1985
Hawk Mk.63A
Modernisierte Mk.63 mit Adour-871-Triebwerken, vier Unterflügel-Waffenstationen und zwei Flügelspitzen-Aufnahmeschienen für Luft-Luft-Raketen sowie den Tragflächen der Hawk 100, 15 umgerüstet ab Oktober 1991
Hawk Mk.63C
Neubauten identisch zur Mk. 63A, vier gebaut, ausgeliefert ab 1995
Hawk Mk.64
Export-Version für die Kuwait Air Force, 12 gebaut, ausgeliefert 1985/1986
Hawk Mk.65
Export-Version für die Royal Saudi Air Force, 30 gebaut, ausgeliefert 1987/1988
Hawk Mk.65A
Verbesserte Version für Saudi-Arabien, 20 gebaut, ausgeliefert 1997
Hawk Mk.66
Export-Version für die Schweizer Luftwaffe, 20 gebaut davon 19 im schweizerischen Emmen, bei RUAG montierte Exemplare, ausgeliefert 1989–1991
Die Schweizer Luftwaffe bestellte 1987 20 Hawk Mk.66 als Schulungsflugzeuge, die zwischen 1990 und 1991 ausgeliefert wurden. Im Dezember 2002 wurde die letzte Hawk der Schweizer Luftwaffe außer Dienst gestellt. Die bekannten Kennzeichen der Hawks liegen von U-1251 bis U-1270. Bis zur Einführung der Pilatus PC-21 wurde die Aufgabe der Hawk mit F-5F Tiger weitergeführt. Im August 2007 erwarb Finnland 18 dieser Maschinen für den Preis von zwei neuen Hawk. In den fünf Jahren zwischen der Außerdienststellung und dem Verkauf an Finnland lagerten die verbliebenen 18 Maschinen flugfähig in der Flugzeugkaverne am Flugplatz Buochs (ein Flugzeug war 1990 bei einem Absturz am Nesthorn verloren gegangen, ein weiteres erhielt das Fliegermuseum Dübendorf).
Hawk Mk.67
Export-Version für die südkoreanische Luftwaffe, ausgerüstet mit der verlängerten Nase der Hawk 100 zur Unterbringung eines steuerbaren Bugrades und weiterer Avionik, 20 gebaut, ausgeliefert 1993

### Hawk-100er-Serie
Die Hawk 100 ist die Weiterentwicklung der Hawk 50. Sie kann mit einer zusätzlichen Infrarotkamera, einem sogenannten Forward Looking Infrared (FLIR), im vorderen Rumpf ausgerüstet werden und erhielt verbesserte Tragflächen, an deren Spitzen Aufnahmen für Luft-Luft-Raketen befestigt werden können. Durch das neue HOTAS-System wird die Steuerung der Maschine trotz zusätzlicher Elektronik erleichtert.
Hawk Mk.102
Export-Version für die Luftstreitkräfte der Vereinigten Arabischen Emirate, ausgerüstet mit Aufnahmen für Luft-Luft-Raketen sowie Racal „Prophet“ Radar Warning Receiver (RWR), 18 gebaut, ausgeliefert 1993/1994
Hawk Mk.103
Anfänger-Jagdtrainer der Royal Air Force of Oman, ausgerüstet mit FLIR und Laserentfernungsmesser in der verlängerten Nase, BAE „Sky Guardian“ RWR und Aufnahmen-Schienen für Luft-Luft-Raketen an den Flügelspitzen, vier gebaut, ausgeliefert 1993/1994
Hawk Mk.108
Export-Version für die Royal Malaysian Air Force, ausgerüstet mit BAE „Sky Guardian“ RWR und Aufnahmen-Schienen für Luft-Luft-Raketen an den Flügelspitzen, 10 gebaut, ausgeliefert 1994/1995
Hawk Mk.109
Export-Version für die indonesischen Luftstreitkräfte, acht gebaut
Hawk Mk.115
Export-Version für die heutige Royal Canadian Air Force, lokale Bezeichnung CT-155 Hawk, 19 gebaut, ausgeliefert 2000/2001

### Hawk-120er/130er/160er-Serie
Die jüngsten Versionen der Hawk wurden seit Mitte der 1990er-Jahre entwickelt. Durch neue Werkstoffe und modernste Elektronik haben sie kaum noch etwas mit der ursprünglichen T.1 gemeinsam. Die Jets sind für eine Lebensdauer von über 50 Jahren ausgelegt, mehr als doppelt so lange wie die Vorgängermodelle.
Hawk Mk.120
Anfänger-Jagdtrainer der South African Air Force mit Adour-951-Triebwerken, 24 bestellt, ausgeliefert ab 2000
Hawk Mk.127
Anfänger-Jagdtrainer der Royal Australian Air Force mit Adour-871-Triebwerken, 33 gebaut, darunter 21 in Australien montierte Exemplare, ausgeliefert 2000/2001, später auf den Mk.128 Standard modernisiert
Hawk Mk.128
Fortgeschrittenen-Jet-Trainer der RAF mit Adour-951-Triebwerken und neuen EFIS-Displays, wie sie auch beim Eurofighter Typhoon verwendet werden, 30 bestellt, ausgeliefert ab 2011
Hawk Mk.129
Export-Version für Bahrain, sechs gebaut, ausgeliefert ab 2003
Hawk Mk.132
Ausführung der Indian Air Force und der Indian Navy mit Adour-871-Triebwerken, 24 gebaut bei BAE, der Rest bei HAL, insgesamt 105 für die Luftwaffe und 17 für die Marine (zurzeit im Zulauf)
Hawk i
Bei HAL produzierte Modifikation der Mk.132 Version mit einem indischen Missionscomputer, digitaler Landkarte sowie einiger weiteren kleineren Änderungen, bisher ein umgebautes Exemplar
Hawk Mk.165
Fortgeschrittenen-Jet-Trainer der Royal Saudi Air Force, identisch zur Mk.128, 44 bestellt, Auslieferung seit 2016, 22 davon werden im Land montiert
Hawk Mk.166
Fortgeschrittenen-Jet-Trainer der Royal Air Force of Oman, identisch zur Mk.128, 8 bestellt, Auslieferung seit 2017
Hawk Mk.167
Fortgeschrittenen-Jet-Trainer der Qatar Emiri Air Force, identisch zur Mk.128, 9 bestellt, Auslieferung seit 2021.

### Hawk-200er-Serie
Die Hawk 200 ist als einsitziges kostengünstiges Multi-Role-Kampfflugzeug für Exportkunden entwickelt worden, die vor allem die Hawk-50er- und -60er-Serien ablösen sollen. Die technische Ausstattung basiert im Wesentlichen auf der 120er-Serie. Insgesamt wurden bisher 62 Maschinen geordert.
Hawk Mk.203
Version für die Royal Air Force of Oman, 12 gebaut
Hawk Mk.205
geplante Version für Saudi-Arabien, die nicht realisiert wurde
Hawk Mk.208
Version für die Royal Malaysian Air Force mit der Möglichkeit zur Luftbetankung, 18 gebaut
Hawk Mk.209
Version für die indonesischen Luftstreitkräfte, 32 gebaut

### T-45 Goshawk

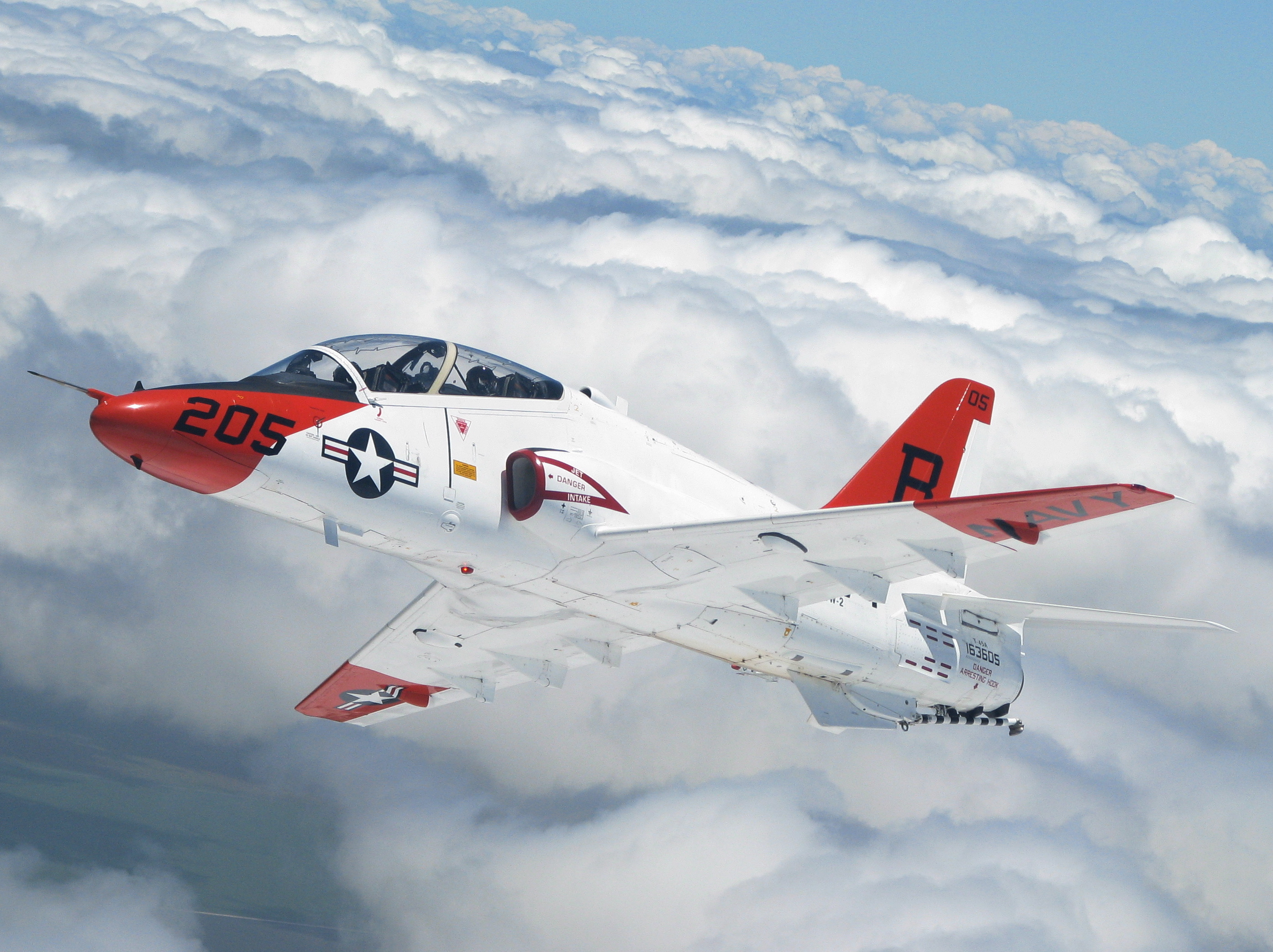
T-45A Goshawk der United States Navy (2008)

Die T-45 Goshawk wurde als trägergestützte Version für die US Navy zusammen von British Aerospace und McDonnell Douglas auf Basis der Mk.60 für die VTXTS-Ausschreibung entwickelt. Die Maschine verfügte gegenüber der Hawk über einen Fanghaken unter dem Heck für Trägerlandungen, ein erhöhtes Hauptfahrwerk und ein verlängertes, verstärktes und nun doppelt bereiftes Bugfahrwerk für Katapultstarts. Zudem wurden die Flugeigenschaften in Geschwindigkeitsbereichen unter 200 km/h durch über die ganze Spannweite gehende Vorflügel verbessert, um den langsamen Anflug auf Flugzeugträger zu ermöglichen. Zusätzlich wurden zwei ausfahrbare Luftbremsen am Heck angebracht. Auch die Leitwerksflächen wurden vergrößert; der Rumpfbug wurde zur Verbesserung der Sicht stärker nach unten abfallend gestaltet. Im November 1981 fiel die Entscheidung zum Kauf dieser Maschine, die danach den Namen T45TS (T-45 Training System) erhielt. 1984 begann die eigentliche Entwicklung und 1986 der Bau zweier Prototypen. Der Erstflug erfolgte am 16. April 1988 und die ersten Serienexemplare wurden Anfang 1991 an die US-Marine ausgeliefert.
Die erste Trägererprobung begann im Dezember 1991 auf der John F. Kennedy; im Februar 1992 wurde die T-45A offiziell in mehreren Trainingsstaffeln (z. B. VT-21 und VT-22 auf der Navy Air Station in Kingsville, Texas) in Dienst gestellt. Von den 221 bestellten Exemplaren wurden die ersten 83 Maschinen (Seriennummern A001 bis A083) als T-45A ausgeliefert, bevor die Produktion 1997 auf die modernere T-45C umgestellt wurde (Seriennummern A084 bis A221). Diese hatte im Oktober 1997 ihren Erstflug und wurde ab 1999 in Dienst gestellt. Sie unterscheidet sich von der A-Variante durch ein modernisiertes Glas-Cockpit mit Multifunktionsbildschirmen und digitaler Avionik.
Die letzte von insgesamt 221 Maschinen wurde am 20. Oktober 2009 an die US Navy ausgeliefert. Die verbleibenden T-45A werden bis 2013 im Rahmen des Required Avionics Modernization Program (RAMP) auf den T-45C-Stand gebracht. Eigentlich war die Beschaffung von 300 Flugzeugen geplant, da mit der T-45B eine landgestützte Version geplant war. Diese wurde jedoch durch die Verlängerung des Einsatzes der Vorgängermodelle TA-4J Skyhawk und T-2C Buckeye überflüssig. Bis zum 26. August 2010 wurden von den drei Schulungseinheiten „Training Air Wing“ 1, 2 und 6 über eine Million Flugstunden auf der T-45 absolviert. Sie soll noch bis zum Jahr 2035 in Dienst bleiben. Im April 2017 wurde ein anhaltendes Problem mit der Sauerstoffversorgung des Flugzeuges bekannt, was dazu führte, dass die US Navy vorübergehend ihre komplette Flotte stilllegte.

### Advanced Hawk
Auf der Aero India in Bengaluru präsentieren BAE Systems und Hindustan Aeronautics ihren gemeinsam verbesserten Jettrainer Advanced Hawk. An der neuen Ausführung wird mit Firmenmitteln seit etwa zwei Jahren gearbeitet. Der Advanced Hawk-Demonstrator startete Anfang Juni 2017 bei BAE Systems in Warton zu seinem Erstflug. Bei dem Flugzeug ist unter anderem eine aktuelle Cockpitkonfiguration mit großen Bildschirmen und dem LiteHUD vorgesehen. Die Tragflächen erhalten Vorflügel, um die Wendigkeit zu steigern und die Start- und Landestrecken zu verringern. Darüber hinaus ist der Einbau eines neuen Selbstschutzsystems möglich. Auch eine Luftbetankungssonde ist montiert. HAL und BAE Systems offerieren darüber hinaus ein Waffensystem. An acht Stationen lassen sich bis zu 3000 kg Zuladung tragen, inklusive Präzisionsbomben.

## Nutzerstaaten
Australien (australische Luftwaffe):
- 33 (33 × Hawk T.Mk.127, sollen im Wesentlichen auf den T.Mk.2-Standard modernisiert werden)

 Bahrain (Royal Bahraini Air Force (Luftwaffe von Bahrain)):
- 6 (6 × Hawk T.Mk.129)

 Finnland (Ilmavoimat (finnische Luftwaffe)):
- 75 (50 × Hawk T.Mk.51, 7 × Hawk T.Mk.51A und 18 × Hawk T.Mk.66; noch im Zulauf)

 Indien (Indian Air Force (indische Luftwaffe)):
- 126 (106 × Hawk T.Mk.132, 2003 zunächst 66 × bestellt, 2010 40 × und 2012 20 × nachbestellt, 24 gebaut bei BAE Systems, übrige bei HAL, im Zulauf seit 2007)

 Indien (Indian Navy (indische Marineflieger)):
- 17 (17 × Hawk T.Mk.132, bestellt Juli 2010, Bau durch HAL)

 Indonesien (Tentara Nasional Indonesia – Angkatan Udara (indonesische Luftwaffe)):
- 60 (Hawk T.Mk.53, 8 × Hawk T.Mk.109, 32 × Hawk T.Mk.209)

 Kanada (kanadische Luftwaffe):
- 21 (21 × Hawk T.Mk.115 / CT-155)

 Katar (Qatar Emiri Air Force):
- 9 (Bestellt 2018, Zulauf ab 2021)[12]

 Kenia (Luftwaffe von Kenia):
- 12 (12 × Hawk T.Mk. 52)

 Kuwait (Al-Quwwat al-Jawwiya al-Kuwaitiya (Luftwaffe von Kuwait)):
- 12 (12 × Hawk T.Mk.64)

 Malaysia (Tentera Udara Diraja Malaysia (malaysische Luftwaffe)):
- 28 (10 × Hawk T.Mk.108, 18 × Hawk T.Mk.208)

 Oman (Luftwaffe von Oman):
- 24 (5 × Hawk T.Mk.103, 12 × Hawk T.Mk.203, 8 × Hawk T.Mk.128 letztere Lieferung 2017)

 Saudi-Arabien (Al Quwwat al Jawwiya as Sa'udiya (saudische Luftwaffe)):
- 50 (30 × Hawk T.Mk.65/20 × Hawk T.Mk.65A)

 Schweiz (Schweizer Luftwaffe):
- 20 (20 × Hawk T.Mk.66; ausgemustert, 18 an die finnische Luftwaffe verkauft) 1 abgestürzt, 1 im Flieger-Flab-Museum.

 Simbabwe (Luftwaffe von Simbabwe):
- 8 (8 × Hawk T.Mk.60; ausgemustert)

 Südkorea (südkoreanische Luftwaffe):
- 20 (20 × Hawk T.Mk.67)

 Südafrika (South African Air Force (südafrikanische Luftwaffe)):
- 24 (24 × Hawk T.Mk.120)

 Vereinigte Staaten (Marineflieger der Vereinigten Staaten von Amerika (U.S. Navy)):
- 223 (223 × T-45A/C „Goshawk“)

 Vereinigte Arabische Emirate (United Arab Emirates Air Force (Luftwaffe der Vereinigten Arabischen Emirate)):
- 39 (Hawk T.Mk.61, Hawk T.Mk.63A/C, Hawk T.Mk.102)

 Vereinigtes Königreich (Royal Air Force (britische Luftwaffe)):
- 221 (176 × Hawk T.Mk.1/T.Mk.1A/T.Mk.1W ab 1976/1983/1990 und 28 × Hawk T.Mk.2; im Zulauf seit Juli 2009)

## Ausgestellte Flugzeuge
- 1 Hawk Mk. 66 U-1251 der Schweizer Luftwaffe im Flieger-Flab-Museum, Dübendorf, Schweiz
- 1 BAE Hawk 115 (CT-155) 155209 Royal Canadian Air Force im Canadian Warplane Heritage Museum, Hamilton Ontario, Kanada
- 1 BAe Hawk T.1 Mod XX343 3 ETPS (nur Bug) der Royal Air Force der Boscombe Down Aviation Collection, Old Sarum, Salisbury GB
- 1 BAe Hawk 53 der Indonesian Air Force vor dem Dirgantara Mandala Museum, Indonesien

## Technische Daten
| Kenngröße                | Daten der Hawk Mk.128                                                   | Daten der T-45C Goshawk                                                 |
| ------------------------ | ----------------------------------------------------------------------- | ----------------------------------------------------------------------- |
| Typ                      | Schulungs- und Erdkampfflugzeug                                         | Schulungsflugzeug                                                       |
| Länge                    | 12,43 m                                                                 | 11,97 m                                                                 |
| Spannweite               | 9,94 m                                                                  | 9,39 m                                                                  |
| Flügelfläche             | 16,69 m²                                                                | 16,69 m²                                                                |
| Flügelstreckung          | 5,57                                                                    | 5,82                                                                    |

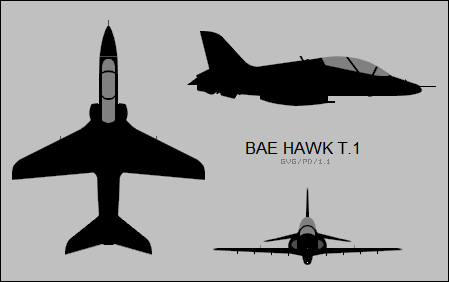
BAE Hawk T.1

| Tragflächenbelastung     | - minimal (Leermasse): 274 kg/m² - maximal (max. Startmasse): 545 kg/m² | - minimal (Leermasse): 255 kg/m² - maximal (max. Startmasse): 383 kg/m² |
| Höhe                     | 3,98 m                                                                  | 4,09 m                                                                  |
| Leermasse                | 4570 kg                                                                 | 4263 kg                                                                 |
| max. Startmasse          | ca. 9100 kg                                                             | 6387 kg                                                                 |
| Höchstgeschwindigkeit    | Mach 0,85 bzw. 1040 km/h (auf optimaler Flughöhe)                       | - 1.006 km/h (auf 2500 m Flughöhe) - 922 km/h (auf 9150 m Flughöhe)     |
| Marschgeschwindigkeit    | 1019 km/h (auf Meereshöhe)                                              | k. A.                                                                   |
| Dienstgipfelhöhe         | 13.565 m                                                                | 12.955 m                                                                |
| max. Steigrate           | 47,25 m/s                                                               | 35,47 m/s                                                               |
| Einsatzradius            | - 583 km (ohne Zusatztanks) - 925 km (mit Zusatztanks)                  | k. A.                                                                   |
| Überführungsreichweite   | 2584 km                                                                 | 1850 km                                                                 |
| max. Waffenlast          | 3085 kg                                                                 | k. A.                                                                   |
| Triebwerk                | ein Mantelstromtriebwerk Rolls-Royce Adour Mk.951                       | ein Mantelstromtriebwerk Rolls-Royce Adour F405-PR-401                  |
| Schubkraft               | 28,89 kN                                                                | 25,98 kN                                                                |
| Schub-Gewicht-Verhältnis | - maximal (Leermasse): 0,65 - minimal (max. Startmasse): 0,32           | - maximal (Leermasse): 0,62 - minimal (max. Startmasse): 0,41           |
| Kosten                   | ca. 15 Mio. Euro pro Flugzeug                                           | k. A.                                                                   |

## Bewaffnung
Kampfmittel bis zu 3085 kg an fünf Außenlaststationen
Luft-Luft-Lenkflugkörper
- 2 × LAU-7/A-Startschiene für je eine Raytheon AIM-9L „Sidewinder“ – infrarotgelenkt für Kurzstrecken
- 2 × Startschiene für je eine MBDA AIM-132 ASRAAM
- 2 × APU-60-1-Startschienen für je eine MKB Wympel R-60M (AA-8 „Aphid“) – infrarotgesteuert für Kurzstrecken

Luft-Boden-Lenkflugkörper
- 4 × MBDA Brimstone

Ungelenkte Luft-Boden-Raketen
- 4 × LAU-5003-Raketen-Rohrstartbehälter für je 19 × ungelenkte CRV7-Luft-Boden-Raketen; Kaliber 70 mm
- 4 × LAU51-Raketen-Rohrstartbehälter für je 19 × ungelenkte Forges-de-Zeebrugge-Luft-Boden-Raketen; Kaliber 70 mm
- 4 × MATRA 155-Raketen-Rohrstartbehälter für je 18 × ungelenkte SNEB (TDA)-Luft-Boden-Raketen, Kaliber 68 mm

Ungelenkte Bomben
- 5 × Hunting Engineering BL755 (264-kg-Panzerbekämpfungs-Streubombe mit 7 × 21 Bomblets)
- 5 × Royal Ordnance MC/GP Mk.10 (1.000-lb-/454-kg-Freifallbombe)
- 5 × Royal Ordnance MC/GP Mk.20 (540-lb-/245-kg-Freifallbombe)
- 5 × Mark 82 LDGP (227-kg-Freifallbombe)
- 9 × Royal Ordnance 250-lb-/113-kg-Freifallbombe
- 2 × 14-3-M2-Waffenträger mit 2 × 9 Thomson-Brandt BAT-120 (34-kg-Splitterbombe)
- 2 × 14-3-M2-Waffenträger mit 2 × 9 Thomson-Brandt BAP-100 (32,5-kg-Anti-Startbahn-Bombe)

Gelenkte Bomben
- 2 × GBU-12B/D „Paveway II“ – lasergelenkte 227-kg-/500-lb-Gleitbombe

Zusatzbehälter
- 1 × externer ADEN-30-mm-Maschinenkanonen-Behälter (unter dem Rumpf mit 130 Schuss Munition)
- 2 × Flügeluntertank (Zusatztank für 592 Liter Kerosin)
- 2 × Flügeluntertank (Zusatztank für 455 Liter Kerosin)
- 2 × Übungsbombenbehälter CBLS-200 für vier Übungsbomben